# Вітрило
Вітри́ло, або па́рус (від грец. φάρος — «тканина», «полотнище»), — будь-яка поверхня, призначена як рушій для створення тяги під впливом вітру.

## Використання вітрил
Вітрила зазвичай використовуються як морський рушій для обладнання вітрильних суден, наприклад, яхт, а також на малих плавальних засобах, таких як віндсерф. Разом з такелажем і рангоутом складають вітрильне оснащення судна.
Іншими, менш поширеними застосуваннями принципу вітрила у машинах є: вітряні млини, буєри (льодові яхти), повітряний змій, електричні генератори та наземні вітрильники. Успішно розробляються і запускаються космічні апарати, що використовують сонячний вітер (тиск радіації) за допомогою сонячних вітрил.
У торговельному сполученні, риболовлі та інших комерційних використаннях вітрила протягом 20-го ст. були майже повністю заміщені іншими видами рушіїв, як то двигун внутрішнього згоряння.  Хоча останнім часом розробляються проєкти комерційних суден з вітрилами як допоміжними рушіями, що спричинене подорожчанням мінерального палива у останні десятиліття, а також розвитком інтелектуальних систем автоматизованого керування вітрилами. Потенційно вітрила спроможні знизити витрати палива великими вантажними суднами на більш як 30 % без зниження крейсерської швидкості їх пересування. Але натепер вітрило залишається популярним лише в галузі відпочинку і спорту. Найпопулярнішими видами вітрильників є невеликі яхти, серед них традиційними є бермудські шлюпи, які мають два косі вітрила: грот та стаксель. Обидва грот і стаксель мають трикутну форму; грот приєднаний до щогли і до гіка, та простягається назад, у той час як стаксель приєднується до щогли у верхній частині і простягається вздовж штага до носа судна. Традиційним є також використання генуї і спінакера.

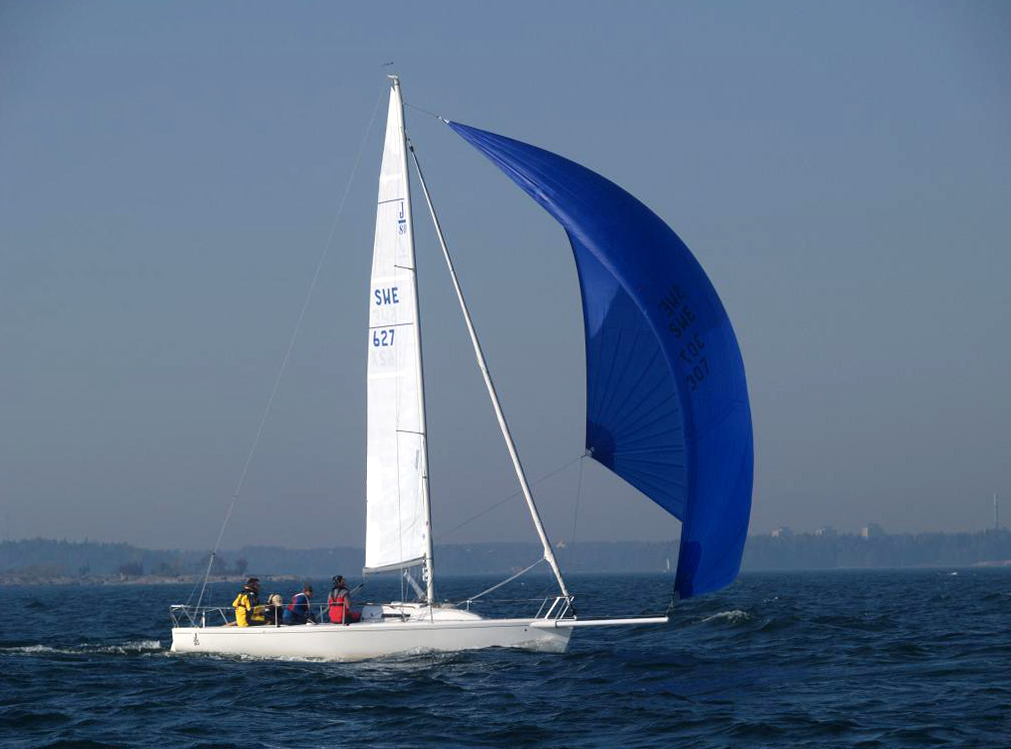
Вітрильник
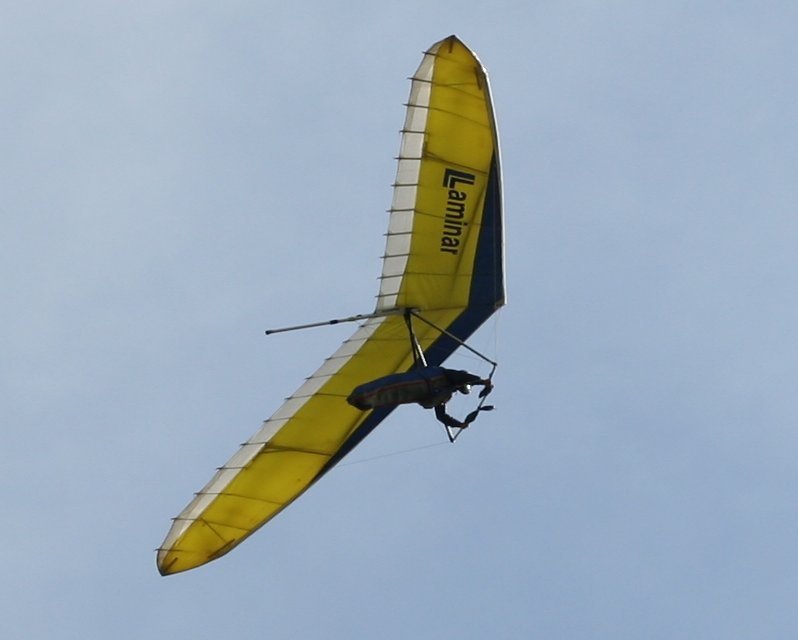
Дельтаплан
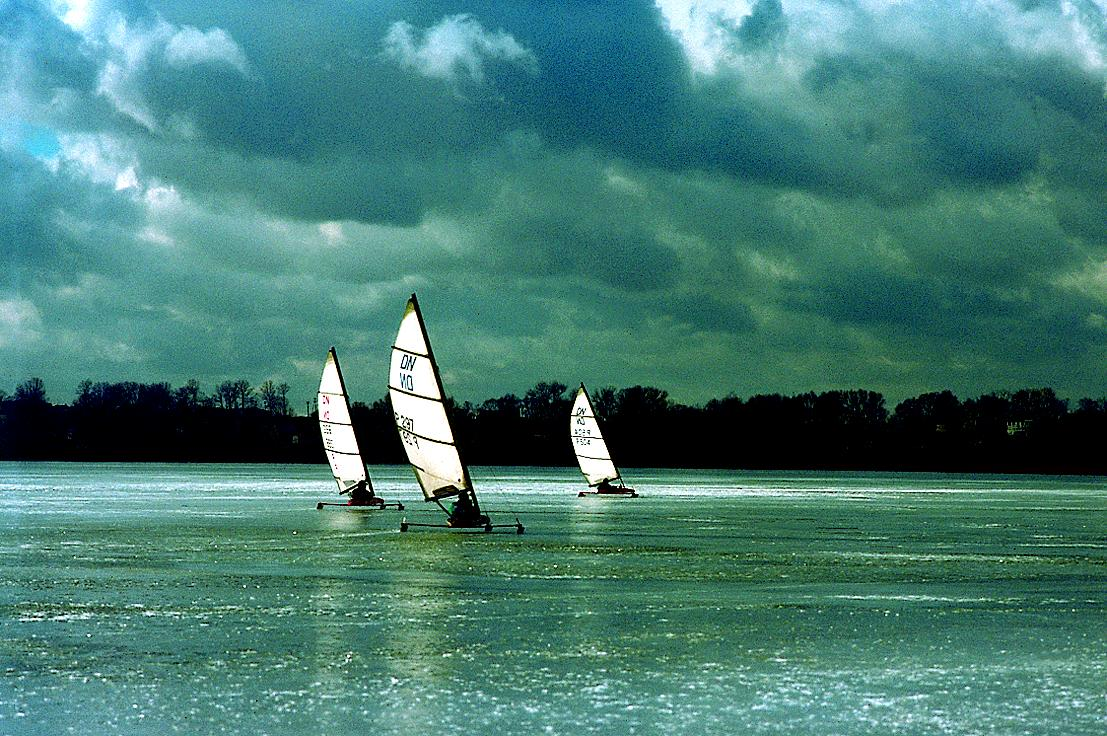
Буєр
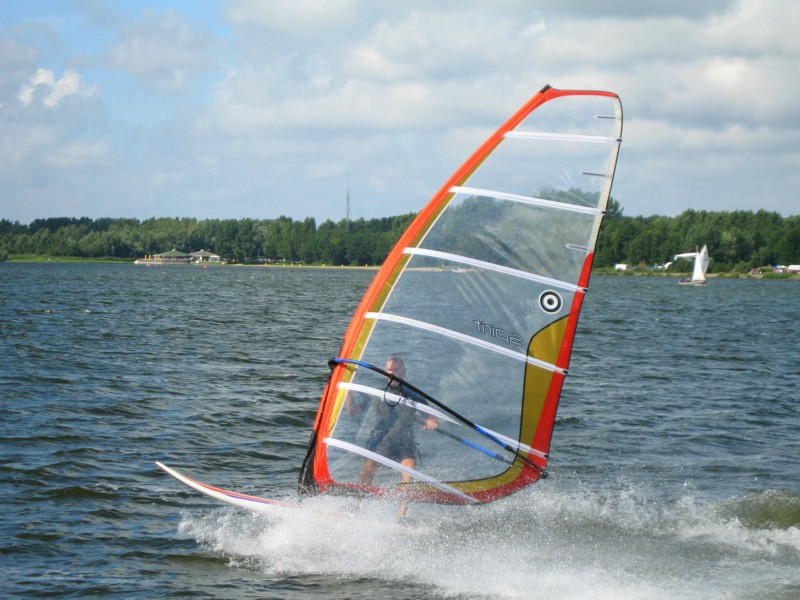
Віндсерфер

## Історія вітрила
Деякі дослідники вважають, що вітрила використовували вже трипільці — принаймні так інтерпретують деякі малюнки на трипільському посуді. Вітрила були відомі також в Стародавньому Єгипті, принаймні з 3200 року до н. е., Саме цим часом датують зображення очеретяних човнів, які пливли вгору проти течії річкою Ніл. Стародавні шумери використовували пряме вітрильне озброєння приблизно в той же час: вважають, що вони проклали морські торговельні шляхи аж до долини Інду. Також, протоавстронезійські слова на позначення вітрила і частин вітрильного озброєння датуються близько 3000 року до н. е., коли ця група племен почала своє поширення тихоокеанськими островами. Греки і фінікійці почали плавати на вітрильниках із торговельною метою близько 1200 року до н. е..
Прямі вітрила, що кріпляться до рей впоперек до корпусу човна пристосовані до ходу за вітром; вони домінували в стародавньому Середземномор'ї та поширилися на Північну Європу, були незалежно винайдені в Китаї та Еквадорі. Хоча косі вітрила стали популярними на сучасних яхтах, прямі продовжують використовуватися для спорядження великих вітрильників з Доби Вітрильників і дотепер. Трикутне косе вітрило було винайдене в Середземномор'ї (латинське вітрило з однією реєю) і незалежно — в Тихому океані, як ефективніша двощоглова крабова клішня, і як і раніше використовується у всьому світі. У 16 — 19-х століттях інші види косого вітрильного озброєння були розроблені в Європі, такі як шпринтове, гафельне, та бермудське (разом з такими вітрилами, як клівер, генуя і стаксель), що поліпшило здатність європейських мореплавців до ходу проти вітру. Можна навести такий цікавий факт: застарілий траулер «Пелікан» обладнали нетрадиційним вітрильним озброєнням, що використовувалося берберськими піратами у 16-му столітті. У результаті було отримано дивовижні ходові властивості: «Пелікан» ішов до вітру на 20 градусів гостріше, ніж інші відомі судна з прямими вітрилами.

## Типи вітрил

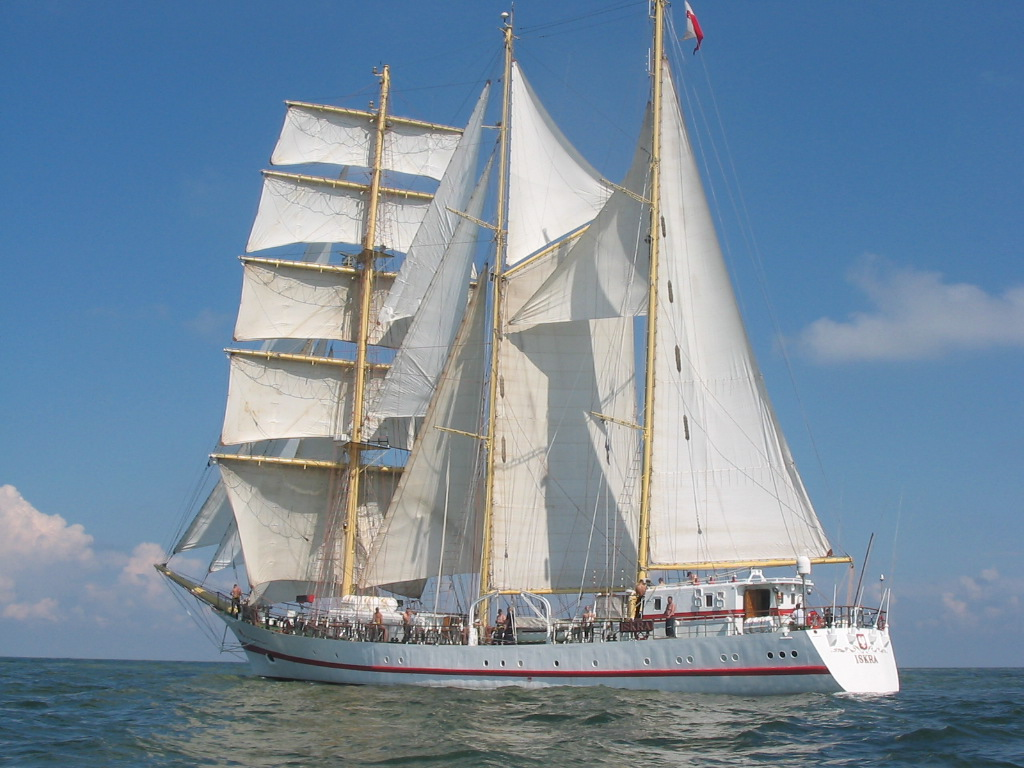
Вітрильник «Іскра (корабель, 1982)» на різних щоглах має пряме, гафельне і бермудське вітрильне озброєння.

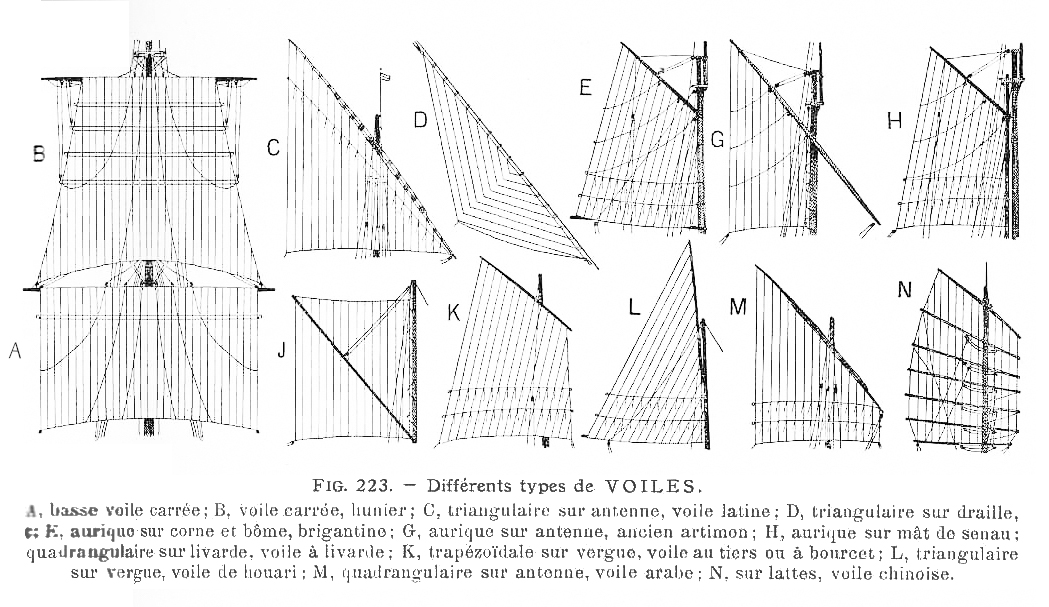
Типи вітрил:
A. Нижнє пряме
B. Марсель
C. Латинське
D. Стаксель
E. Гафельне
G. Старовинне шпринтове
H. Гафельне без гіка
J. Сучасне шпринтове
K. Стояче люгерне
L. Гуарі
M. Опускане люгерне
N. Джонкове

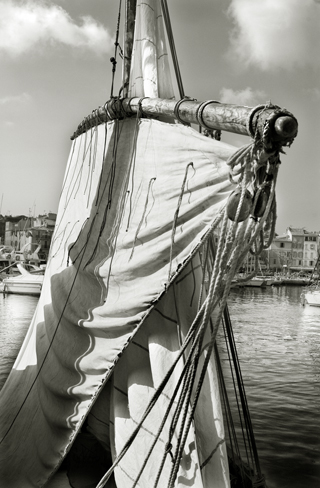
Латинське вітрило

Вітрила поділяються за призначенням на косі та прямі.
Косі вітрила застосовуються для ходу як за вітром, так і проти вітру (під деяким кутом), а прямі — лише за вітром.
За формою вітрила зазвичай трикутні або чотирикутні, причому косі найчастіше трикутні (за винятком гафельних, шпринтових і арабо-латинських), а прямі — майже завжди чотирикутної форми.
Вітрильник, зазвичай, має кілька комплектів вітрил для різних погодних умов. Наприклад, існують спеціальні штормові вітрила.

### Прямі вітрила
Прямі вітрила досягли максимального розвитку на кліперах і торговельних барках кінця 19-го і початку 20-го століття. Прямокутні вітрила висять поміж рей, які в свою чергу закріплені до щогл. Прямі вітрила можуть лише повертатися на певний кут відносно корпусу судна для забезпечення кращої тяги при зміні вітру чи курсу. Такий тип вітрильного озброєння вимагає великої кількості такелажу для керування ними (щонайменше 9 тросів на кожне вітрило) і не може забезпечити рух за курсом, гострішим за 60° за вітром. Кораблів з такими вітрилами зараз залишилося небагато, вони використовуються для морського навчання. Більшість суден з прямими вітрилами несуть також деякі косі вітрила.

### Косі вітрила
Косі вітрила можуть переміщуватися з одного борту судна на інший при зміні галсів (повороті), щоб забезпечити тягу і просування судна у випадку маневрів чи зміни напрямку вітру.
Якщо корма судна перетинає вітер, то такий поворот називається поворот через фордевінд. Якщо ж вітер перетинає ніс, то така зміна галсів називається поворот оверштаг.
Повторювані повороти оверштаг дають змогу суднам з косим вітрильним озброєнням рухатися проти напрямку вітру. Сучасні судна можуть рухатися проти вітру курсом до 30 градусів і навіть гостріше.
Косі вітрила набагато поширеніші: усі яхти і дингі використовують цей тип вітрил, коли вітрила розташовані паралельніше до кіля судна, і розкріплені спереду і ззаду швидше, ніж з бортів судна. Найбільше вітрило (грот) приєднане до щогли спереду і до гіка знизу, та простягається назад; у той час менше (одне або кілька) приєднується до щогли у верхній частині і простягається вздовж штага до носа судна. Кожне з вітрил вимагає лише 2—3 троси для основного керування ним.

## Типи вітрильних суден
Залежно від використовуваних на кораблі вітрил розрізняють кілька десятків планів вітрильності. Плани відрізняються один від одного числом щогл, кількістю ярусів вітрил, типом вітрил (прямі, косі).

## Аеродинаміка вітрила

Сили, що діють на бермудський шлюп з кілем-швертом:
ᚡ — напрямок вітру
-----→ — опір кіля-шверта воді
тиск вітру на грот
тиск вітру на стаксель
рівнодійна сил тиску на грот і стаксель
сила реакції
рівнодійна сил, що діють на судно

Конструкції вітрил розробляються і діють згідно із законами аеродинаміки.
Сучасний інженерний погляд на вітрильник полягає в тому, що вітрильне судно являє собою теоретично 2 крила, одне з яких (вітрильне озброєння) рухається у повітрі, а інше (корпус) — у воді. І на одне, і на інше крило діють подібні сили — сила опору рухові середовища і аеродинамічна (підйомна) сила.
Головною характеристикою добре зробленого вітрила є кількість тяги, яка створюється вигином («пузом») поверхні вітрила. Коли передня шкаторина вітрила спрямована проти вітру, правильна кривина допомагає максимізувати підйомну силу, водночас мінімізуючи впливи тертя і турбулентності. Це теж саме завдання, яке постає перед розробниками літаків при проєктуванні форми крила. Човен рухається під вітрилами двома способами. Коли човен рухається у напрямку, куди дме вітер, це називається «за вітром», або, моряцькою термінологією, «у фордевінд». Вітрила у такому разі налаштовані, щоб лише вловлювати повітря (вітер) і використовувати кінетичну енергію його руху. Вітер фактично штовхає вітрило вперед, а з ним і все судно. Вітрила у такому режимі є аеродинамічно застопореними. Вітрило, розташоване перпендикулярно до напрямку вітру, складає основу сили тяги. Інший спосіб руху під вітрилом застосовується, коли судно рухається впоперек або у напрямку, звідки дме вітер («гострий курс»). Вітрило подібно аеродинамічному профілю, рухає судно вперед, переспрямовуючи потоки повітря у процесі обтікання ними вітрила з носа до корми судна. За законом збереження імпульсу, вітер рухає вітрило тоді, як вітрило перенаправляє знесення потоку повітря назад.
Різниця у повітряному тискові вздовж поверхні вітрила спричиняє виникнення сил, що діють на вітрило, включно з підйомною силою і силою бічного зміщення. Підйомна сила є головною компонентою сили тяги.
Вітрило також може діяти як крило у деяких ситуаціях повних курсів, наприклад, спінакер і чотирикутні вітрила можуть бути скроєні таким чином, щоб їхня верхня шкаторина створювала підйомну силу. Така сила дійсно спроможна дещо підняти судно з води і тим самим зменшити змочувану поверхню корпусу і ризик «заривання» носом у хвилю. Загальна швидкість судна при цьому, звісно, зростає. За сильнішого вітру турбулентність, що створюється за зафіксованими вітрилами, може призвести до аеродинамічної нестійкості, яка у свою чергу, викликає швидший рух судна у напрямку за вітром.
Вітрила часто обладнані легкими стрічками чи нитками (чаклунчики), які показують потік повітря. Вони можуть бути на обох сторонах вітрила поблизу передньої шкаторини, або ж на задній шкаторині. Горизонтальні смуги, вшиті чи намальовані на вітрилі, і V-подібні позначки на спінакерах дозволяють відстежувати їх кривину з палуби. Такі покажчики можуть навіть світитися люмінесцентно у темряві.
На вітрильному судні кіль чи шверт запобігає бічному зміщенню судна. Для цього кіль має таку форму, що його перетин у поздовжній осі судна має в рази більшу площу, ніж у поперечній. Опір рухові вперед і назад незначний, водночас опір рухові вбік компенсує силу бічного зміщення, що виникає внаслідок дії вітру на вітрила, тому судно рухається здебільшого вперед і лише злегка зміщується убік, тобто дрейфує.
Також, бічна компонента сили, що діє на вітрило намагається накренити судно, чому протидіють відновлювальні моменти мас баласту кіля і корпусу. Тягова компонента сили компенсується силою опору води рухові і тертям води об корпус і кіль.

Спінакери при попутному вітрі
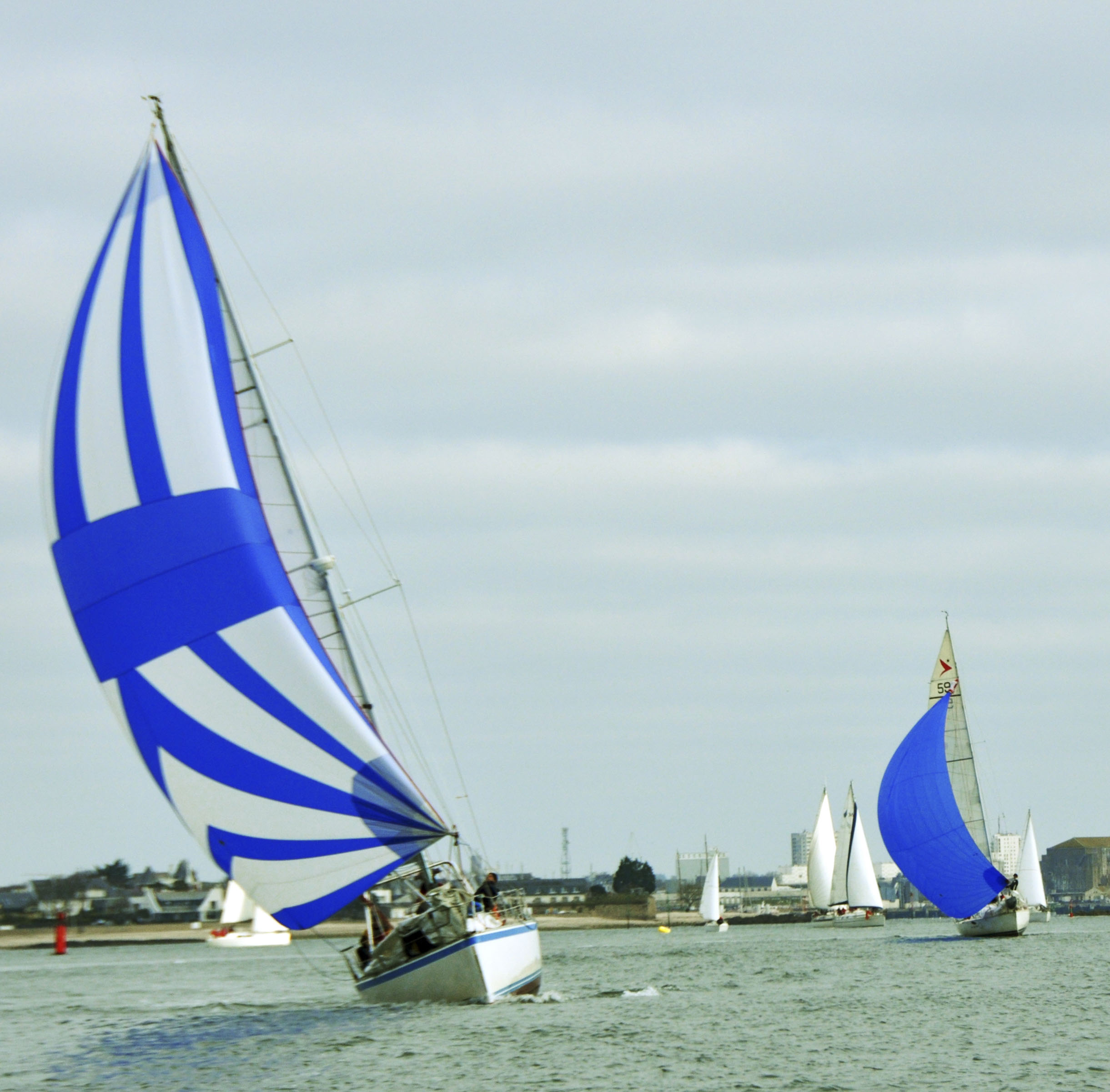
Широко поставлений спінакер, він працює на тягу вперед і вгору.
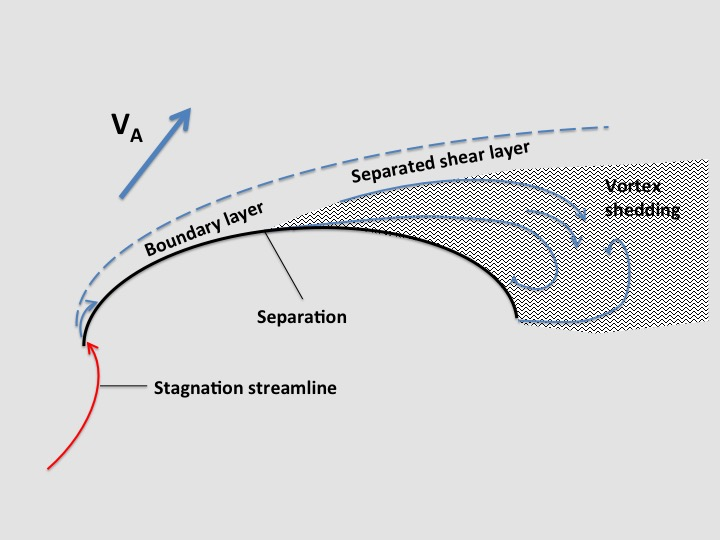
Поперечний переріз спінакера для широкого охоплення, з вказанням напрямку повітряного потоку.
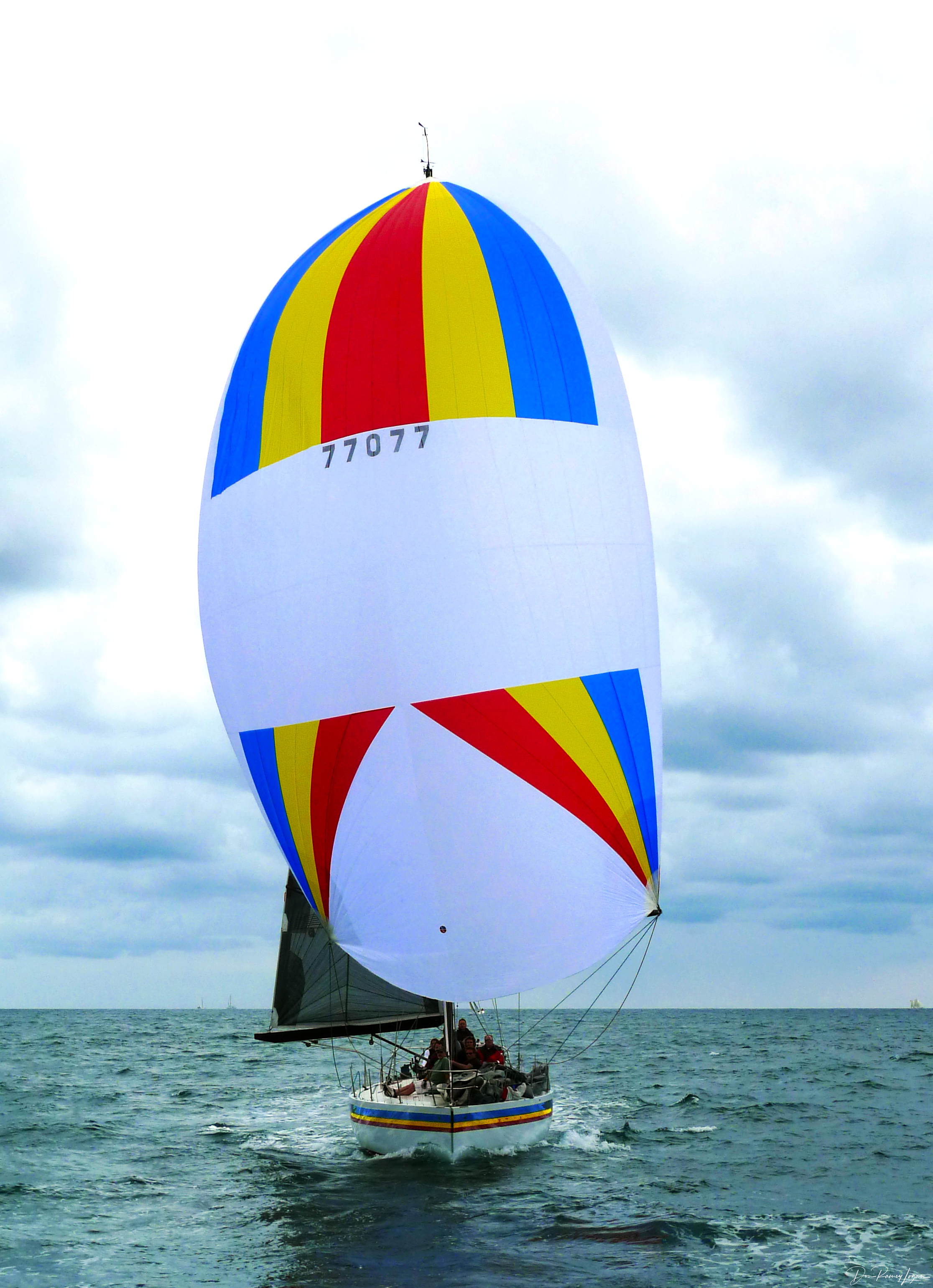
Спінакер при майже попутному вітрі.
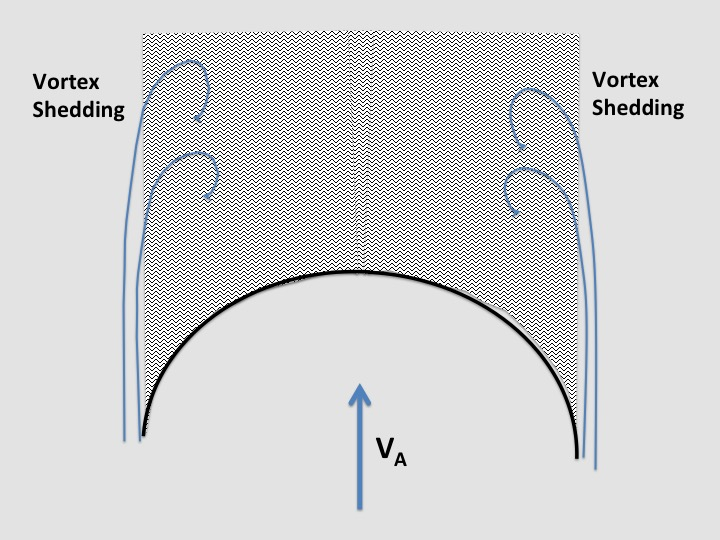
Поперечний переріз спінакера з позначенням завихрень, що утворюються під час руху.

## Частини вітрила

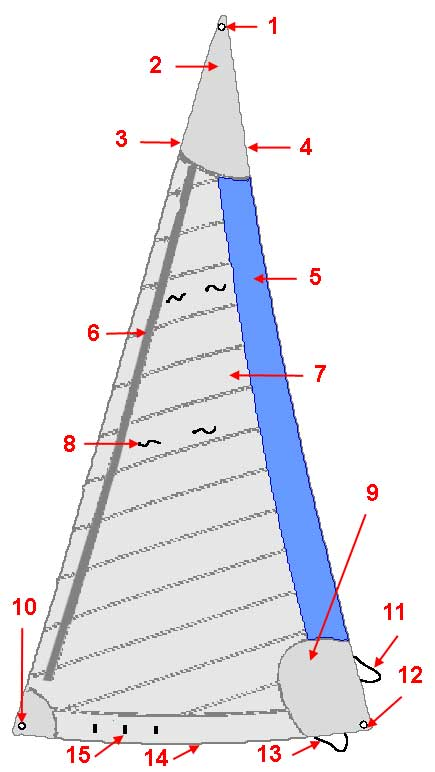
Схема трикутного вітрила (генуї).

Вітрило може мати трикутну (бермудські, латинські, стакселі, клівери), чи чотирикутну форму (прямі, гафельні). Крайки вітрила називаються шкаторинами, для міцності вони обшиваються ліктросом. У місцях, що зазнають найбільшого навантаження, на вітрилі нашиваються додаткові шматки матерії — банти. Для кріплення до рангоуту (рей, гафелів, гіків, щогл) одна чи кілька шкаторин мають отвори — люверси. У них вставлені невеликі відрізки ліня — реванти, для запобігання вислизуванню з люверсів споряджені двома вузлами. Ревантами вітрила прив'язують до рей чи до леєрів, закріплених на реях. До ноків кути вітрил кріплять нок-бензелями. Для кріплення бічної шкаторини триселя до щогли чи верхньої шкаторини шлюпкового вітрила до рейка використовується довгий мотузок — слаблінь. Для кріплення снастей рухомого такелажу в люверси ув'язують петлі — кренгельси. Згорнуті вітрила обв'язують обнесеними навколо рангоутних дерев (або прикріплених до них леєрів) сезнями.
Косе трикутне вітрило має зазвичай передній, задній та нижній краї, які називаються відповідно передньою, задньою і нижньою шкаторинами. Кожен кут має свою назву: верхній кут — фаловий (там кріпиться фал, за який вітрило підіймають на щоглу), задній — шкотовий (там кріпиться шкот для керування положенням вітрила), передній — галсовий (там кріпиться галс).
На прямих чотирикутних вітрилах краї називаються верхньою, нижньою, правою і лівою шкаторинами. Верхні кути прямих вітрил називаються нокбензельними кутами, нижні — шкотовими.
Сучасні вітрила кроять з таким розрахунком, щоб волокна матерії були орієнтовані вздовж передньої і нижньої шкаторин. Таким чином найбільш розтягувана вісь матеріалу іде вздовж діагональної осі вітрила. Це дає змогу морякам зменшувати силу тяги вітрил за допомогою зміни його натягу, вигину щогли і гіка різноманітним чином. Часто у багатьох місцях вітрила кріпляться маленькі шматочки матерії — чаклунчики. За характером їх коливань на вітрі моряки визначають, як повітря обтікає вітрило, і мають змогу відповідно підлаштувати його форму.
Альтернативним є підхід до будови вітрила, що традиційно використовується на Сході — на джонках. Тут вигин вітрила є горизонтальним, що дає ефективне і кероване вітрило.

### Легенда схеми
1. ↑  Генуя

  1. Фаловий кут
  2. Бант
  3. Передня шкаторина
  4. Задня шкаторина
  5. Протиультрафіолетове покриття
  6. Передня накладка з фольги
  7. Смуги парусини
  8. Чаклунчики
  9. Бант
  10. Галсовий кут
  11. Відтяжка задньої шкаторини
  12. Шкотовий кут
  13. Відтяжка нижньої шкаторини
  14. Нижня шкаторина
  15. Позначки для рифування

## Класифікація вітрил

Схема вітрильного озброєння бермудського шлюпа: headsail — стаксель, mainsail — грот.

Вітрила сучасного бермудського шлюпа можна класифікувати на три категорії:
- грот;
- передній (клівер, передній стаксель),
- спінакер, для повних курсів.

Спеціальні види вітрил є варіаціями цих основних.
Високошвидкісні яхти, зокрема катамарани, такі як International C-Class Catamaran, використовували чи використовують жорсткі вітрила-крила, які, як вважається, забезпечують кращі показники, ніж традиційні м'які вітрила. Зокрема, жорсткі вітрила використано катамараном «Зірки і смуги», при захисту свого титулу володаря Кубка Америки у 1988, і USA-17, претендентом і переможцем Кубка Америки 2010 року.
Більшість сучасних яхт, включно з бермудськими шлюпами, кечем і йолом, мають у своєму наборі вітрила, що належать більш ніж до одного з названих типів. Основне вітрило залишається постійно поставленим в процесі плавання, водночас стакселі і спінакери можуть мінятися у залежності від погодних умов для досягнення кращої керованості і швидкості.
Основне вітрило є головним елементом вітрильної поверхні. Виконуючи ролі «двигуна» і стерна, воно може бути простої трикутної форми. Площа його може бути зменшена за сильного вітру (ця техніка називається «рифування» чи «ри́флення»). При винятково сильному вітрі основне вітрило прибирається і замість нього піднімається трисель, який дозволяє зберегти судно керованим у негоду.
Передні вітрила є головними тягловими при рухові проти вітру. Є багато видів таких вітрил, генуя і стаксель найбільш використовувані. Ці два види мають підвиди для різної специфіки використання. Передні вітрила зазвичай класифікуються за вагою матеріалу чи загальною площею вітрила. Прийнятою є нумерація від 1 до 3 (від більшого до меншого) з описом використання, для прикладу: № 1 Важке чи № 1 Середнє/легке. Спеціальними видами передніх вітрил є генакер (називаний кодом 0 деякими виробниками), дрифтер (тип генуї, що використовується як асиметричний спінакер), скричер (по суті, велика генуя), віндсикер (дуже легкий стаксель) і штормовий стаксель. Певні генуї та стакселі також мають лати, що підтримують оптимальну форму вітрила.
Спінакери використовуються для руху за вітром. Вони дуже легкі і мають опуклу форму, схожу на частину повітряної кулі. Аналогічно до передніх вітрил, є багато видів спінакерів, різного розміру, матеріалу і форми. Симетричні спінакери є найпридатнішими до руху на курсі фордевінд (вітер дме прямо в корму судна). Асиметричні спінакери підходять для курсу бакштаг (вітер дме в корму судна, але під значним кутом).
Найменування історичних вітрил на вітрильниках з переважним прямим вітрильним озброєнням (на прикладі чотирищоглового барка):

Вітрильне озброєння чотирищоглового барка.

| - 1 – бізань (замість однієї бізані можуть бути нижня бізань і верхня бізань) - 2 – бізань-гаф-топсель - 3 – апсель - 4 – крюйс-стень-стаксель - 5 – другий грот - 6 – нижній марсель 2-го грота - 7 – верхній марсель 2-го грота - 8 – нижній брамсель 2-го грота - 9 – верхній брамсель 2-го грота - 10 – грот-бом-брамсель 2-го грота - 11 – грот-стень-стаксель 2-го грота | - 12 – грот-брам-стаксель 2-го грота - 13 – грот-бом-брам-стень-стаксель 2-го грота - 14 – перший грот - 15 – нижній марсель 1-го грота - 16 – верхній марсель 1-го грота - 17 – нижній брамсель 1-го грота - 18 – верхній брамсель 1-го грота - 19 – грот-бом-брамсель 1-го грота - 20 – грот-стень-стаксель 1-го грота - 21 – грот-брам-стаксель 1-го грота - 22 – грот-бом-брам-стень-стаксель 1-го грота | - 23 – фок - 24 – нижній фор-марсель - 25 – верхній фор-марсель - 26 – нижній фор-брамсель - 27 – верхній фор-брамсель - 28 – фор-бом-брамсель - 29 – клівер - 30 – мідель-клівер - 31 – бом-клівер - 32 — летючий клівер |

## Керування вітрилами
Керування вітрилом здійснюється за допомогою деяких снастей рухомого такелажу: шкотів, галсів, булінів, брасів.
Сила тяги вітрила може бути зменшена у випадку сильного вітру застосуванням каннінгема і шкотової відтяжки, також згинанням щогли і збільшенням зусилля, що докладається до гіка (за допомогою відтяжки гіка).
Підйом вітрила здійснюється фалом, спускається воно під дією власної ваги, а коли вага виявляється недостатньою для самостійного спуску (у кліверів, стакселів), застосовуються нірали. Прибираються вітрила або спусканням, або підтяганням до рей, гафелів і щогл, яке здійснюється гітовами і горденями.

## Виробництво вітрил

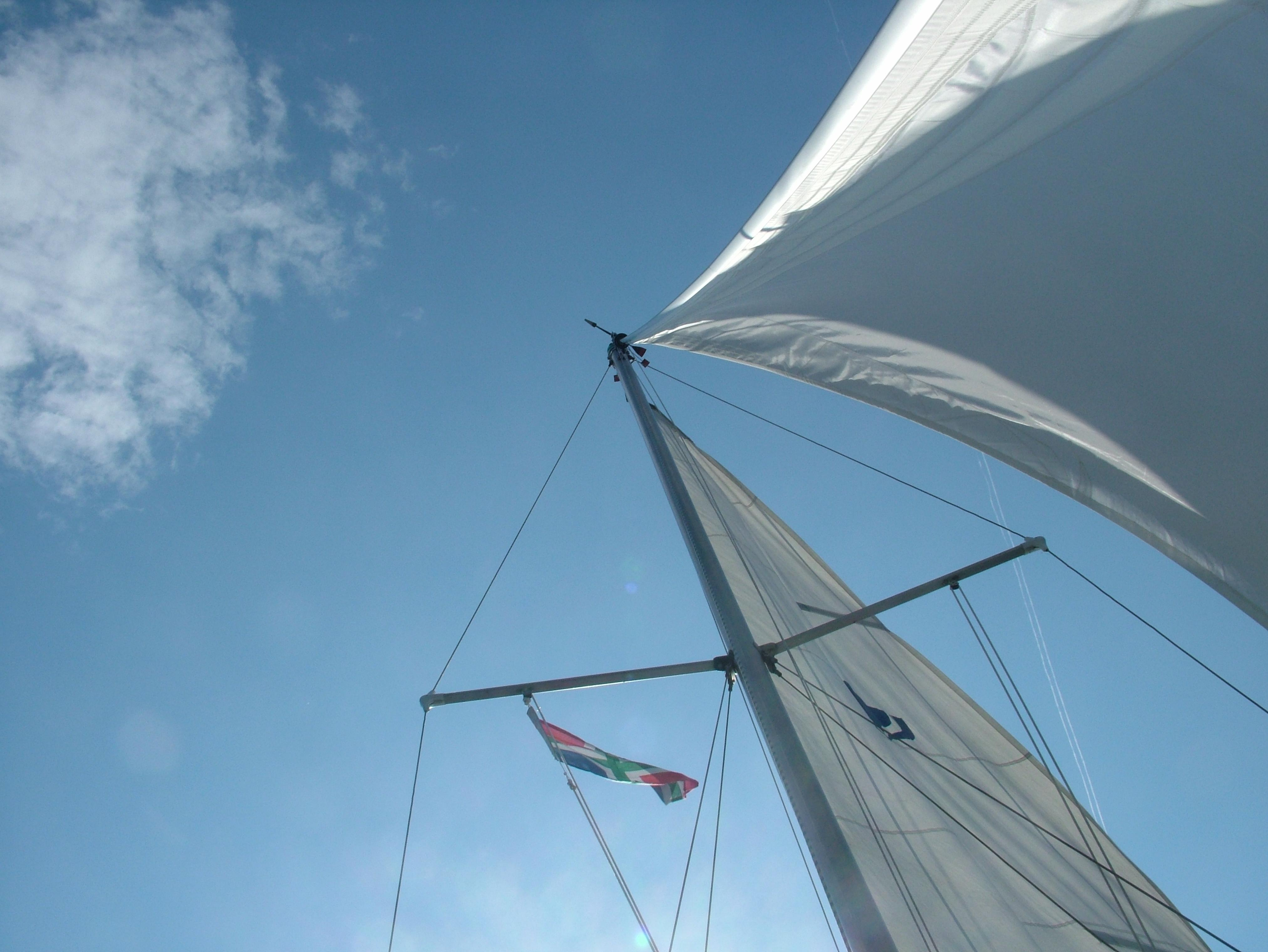
Вітрило на яхті, вигляд з палуби

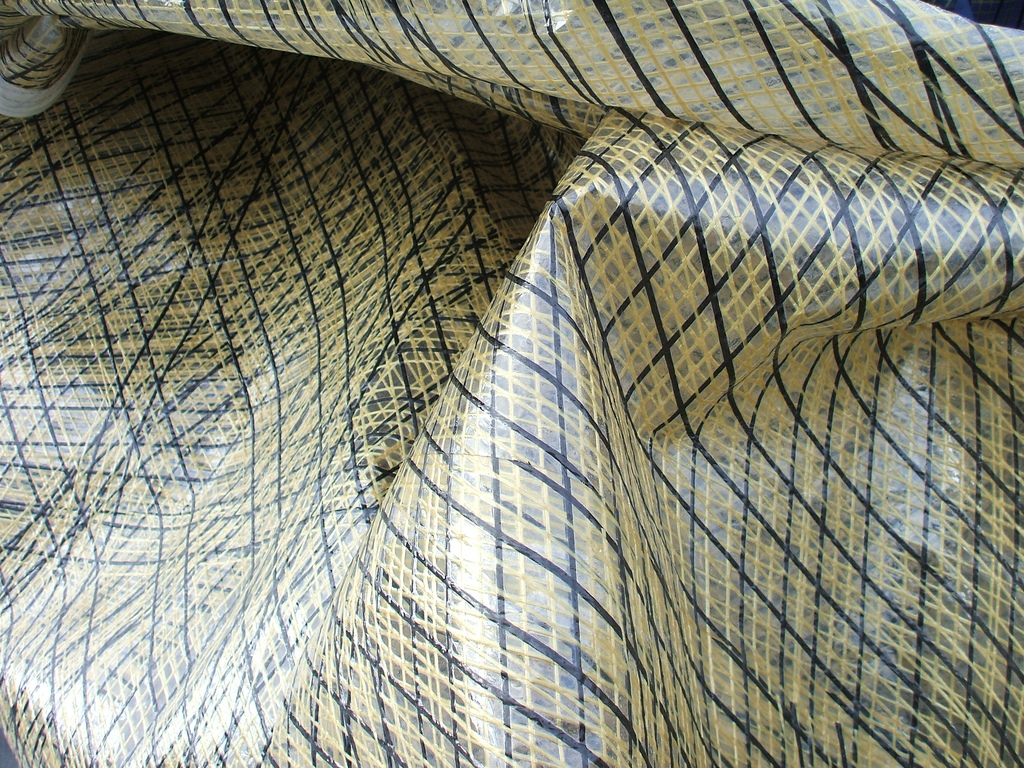
Ламіноване вітрило з кевларовими і вуглецевими волокнами.

Сучасні вітрила виробляються з листових матеріалів — комбінації наповнювача і нерозтяжних волокон. Перший забезпечує непроникність вітрила для повітря і, таким чином, силу тяги, другі — постійність форми вітрила в умовах сильного вітру і динамічних навантажень.
Поки вітрило лежить на землі, воно виглядає пласким, але стає тривимірною опуклою поверхнею, коли його напинають, тобто крилом. Щоб скроїти вітрило, потрібно врахувати масу елементів (панелей), які вирізаються і зшиваються разом, утворюючи вигин крила. У старі часи розкрій і пошиття вітрил вважався мистецтвом, майстерною навичкою, що визначалася досвідом. Сучасні вітрила шиються згідно з технологічними математичними розрахунками, за допомогою computer-aided design (CAD) програм, які потім із застосуванням спеціальних плотерів вирізують частини вітрила із рулона тканини і склеюють їх разом, замість того, щоб різати матеріал вручну ножицями. Форма вітрила, як і здатність його утримувати цю форму, у застосуванні з конкретним корпусом судна і рангоутом визначають, чи буде воно «швидким» чи «повільним». Ці дві риси визначаються насамперед кроєм вітрила (формою вирізаних панелей), і видом матеріалу, що було використано.

Традиційні паралельні панелі (перехресний покрій) поступилися місцем складнішому (радіальному), де покрій панелей має різні форми для верхньої, середньої і нижньої ділянки вітрила в залежності від тиску повітря, що заподіяний обтіканням поверхні вітрила повітрям. Тут знову допомагають CAD і спеціальне програмне забезпечення для моделювання, що дозволяє виробникам використовувати тканини різної ваги, ставлячи важкі тканини на панелі, де є більше навантаження, і легшу тканину, де воно менше, щоб була економія у загальній вазі вітрила.
Традиційні тканини (зокрема, бавовняна і дешеві синтетичні) мають тенденцію розтягуватися під тиском вітру, що призводить до спотвореної і, отже, неефективної форми вітрила. Крім того, тканина сама важка, що теж не додає ефективності. Услід за синтетичними матеріалами, такими як нейлон та дакрон, почали використовувати передові вітрильні тканини з екзотичних волокон, такі як арамідне волокно (наприклад, Twaron, Technora або кевлар), вуглецеве волокно, HMPE (наприклад, Spectra / Dyneema), Zylon (ПБО) та Vectran (див. також Парусина). Ці матеріали були проривом у технології вітрила, оскільки вони забезпечують малу розтяжність, малу вагу і тривалий термін використання вітрил. Виробники змогли використовувати волокна різної ваги, щоб ткати матеріали з унікальними властивостями.
Після того як панелі зшиваються (часто методом потрійного стібка), виробники завершують роботу, ставлячи на вітрила такі елементи, як ліки, захисні ділянки в районах, де вітрило буде тертися об рангоут і такелаж, сталеві кільця і ремені на кутах, качки, кишені під лати (якщо потрібно), і номери вітрила.

### Ламінування
Сучасні вітрила виготовляються з синтетичних тканин — нейлон, кевлар тощо. Нові технології виготовлення спортивних вітрил передбачають уже не пошиття з розкроєних полотен, а лиття вітрил у спеціальних матрицях у цілому профільованому вигляді з урахуванням потрібних характеристик. Ткані тканини або стрічки нерозтяжних матеріалів «затискається» між двома шарами поліетиленової плівки і поміщають у спеціальні печі, де під тиском з'єднують їх в єдине тіло, цей процес називається ламінуванням. Вставками забезпечується міцність, а ПЕТ-плівка — неперервність поверхні і непроникність для вітру. Альтернативним методом є бутерброд — лист поліетиленової плівки між двох шарів тканини. Такий процес популярний при використанні тканини з високими характеристиками міцності та стійкості до дії ультрафіолетових променів, але відкритим способом плетіння. В останньому випадку тканина захищає плівку, що легше проривається. Складніше вітрило може поєднувати різні процеси. Дивись також статтю парусина.

### Новітні розробки у виробництві вітрил
На додачу до прогресу в отриманні екзотичних матеріалів, виробники вітрил також розвинули виробничі процеси зі створення «клеєних», «залитих» і ламінованих вітрил. Клеєні вітрила це звичайні панелі, склеєні дуже міцним полімерним клеєм, який твердне під дією ультразвуку. При заливанні вітрил, створюється правильно вигнута матриця з оптимальною тривимірною формою під вітрило, яке потрібно виробити. Плівка з поліетилену накладається на матрицю, спеціальна рама переміщується над плівкою і накладає волокна згідно інструкцій комп'ютера, у якому міститься числова модель майбутнього вітрила. Після цього другий шар поліетиленової плівки вкриває волокна, і весь «бутерброд» поміщується у вакуумну піч, де матеріали спікаються (термообробка). Результатом є гладеньке вітрило з меншою вагою і більшим діапазоном вітрових умов використання, ніж за традиційних методів.

## Вага
Вітрила, призначені для спокійної погоди є масою близько 100 грамів/м². Штормові вітрила масою близько 500 грамів/м², хоча сучасні ламіновані вітрила можуть бути суттєво меншої граматури в залежності від виду волокон, що використовуються.

## Вирази, пов'язані з керуванням вітрилами

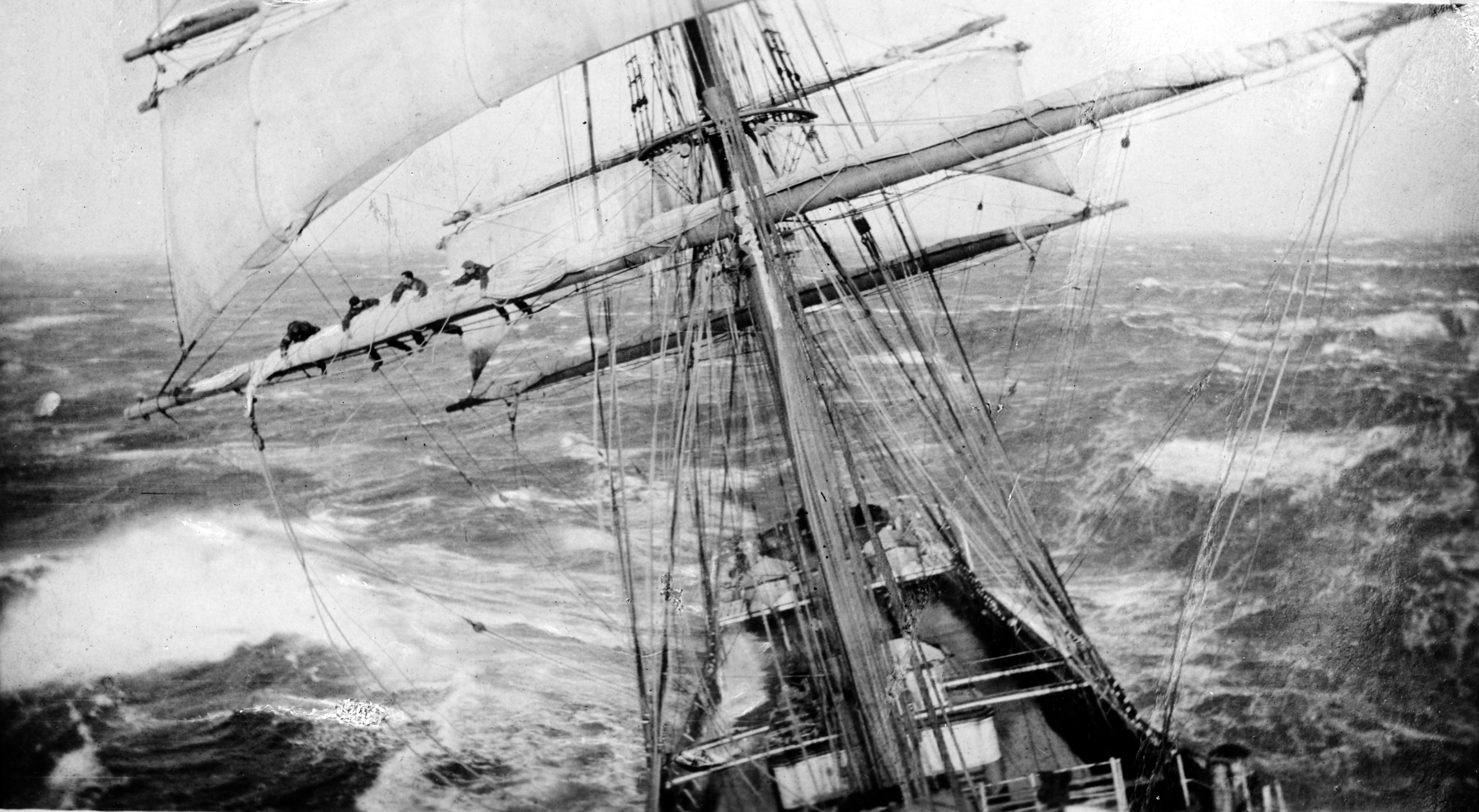
Корабель Garthsnaid в морі біля 1920. Видно матросів, які стоять на пертах і працюють з вітрилами.

- Бути під вітрилами — мати вітрила поставленими.
- Взяти рифи у вітрил — зменшити площу вітрил.
- Видраїти вітрила — обтягнути, вибравши шкоти втугу.
- Відв'язати вітрила — відв'язати реванти, якими вітрила були прив'язані до леєра.
- Віддати вітрила — відв'язати сезні, якими вітрило закріплене.
- Вітрила полощуть — вітрила не надуваються туго вітром, а тріпаються.
- Вітрила геть — команда на шлюпці для прибирання вітрил, за нею травляться фали.
- Вітрила на гітови — наказ підтягнути вітрила гітовими до щогл; робиться для зменшення площі вітрильності.
- Вітрила підняти — наказ, що віддається на шлюпці, за яким призначені за розкладом веслярі вибирають фали, осаджують галси, розбирають шкоти, після чого всі сідають на свої місця (або на місця за вказанням командира шлюпки) — під банки.
- Вітрило добре стоїть — добре розтягнуте або підняте, тобто не має зморшок і не висить мішком.
- Додати вітрил — збільшити число вітрил або площі деяких з них, віддавши рифи.
- Закріпити вітрила — обв'язати їх сезнями.
- Зменшити вітрил — зменшити число вітрил або взяти у них рифи.
- Змінити вітрила — замінити вітрила іншими.
- Зневітрити вітрила — привести судно в таке положення щодо лінії вітру, при якому площина вітрил буде збігатися з напрямком лінії вітру.
- Тримати повні вітрила — правити відносно вітру так, щоб вітрила добре надувалися (стояли).
- Кріпити вітрила — прихоплювати їх сезнями до рей, гафелів, щогл тощо.
- Наповнити вітрила — зайняти таке положення відносно вітру, щоб від дії останнього вони надулися.
- Нести вітрила — мати на ходу вітрила.
- Обстенити вітрила — поставити їх так, щоб вітер дув у передню їх сторону, тобто щоб вітрила лягли на стеньги.
- Перекидання вітрил — явище, спостерігане в косих вітрил, коли судно йде на фордевінд і рискає трохи в сторону.
- Перекинути вітрила на інший галс — перенести вітрила на повороті, коли вони самі не йдуть.
- Підняти вітрила до місця — підтягнути фали, щоб вітрила були підняті до граничного положення.
- Поставити вітрила — розкріпити їх і підняти або витягнути шкоти, заледно від способу постановки.
- Прибрати вітрила — згорнути і ув'язати на місця.
- Прив'язати вітрила — прив'язати вітрила до леєра біля реї або пришнурувати до гафеля, рейка тощо.
- Форсувати вітрилами — нести більшу вітрильність, ніж дозволяє сила вітру, для досягнення максимальної швидкості ходу[22][23][24].